# Franco Carraro
Pour les articles homonymes, voir Carraro.
Franco Carraro, né le 6 décembre 1939 à Padoue, en Vénétie, est un dirigeant sportif et homme politique italien. Il a été à trois reprises ministre dans les gouvernements de Giovanni Goria, de Ciriaco De Mita et de Giulio Andreotti (6e gouvernement).

## Carrière
- 1962-1965 : Président de la Fédération italienne de ski nautique
- 1965-1971 : Manager de l'AC Milan (1967-71 Président)
- 1973-1976, 1977-1978, 1997-2001 : Président de la Lega Nazionale Professionisti (Ligue nationale professionnelle)
- 1976-1978, 1986-1987, 2001-2006 : Président de la Fédération d'Italie de football
- 1978-1987 : Président du Comitato Olimpico Nazionale Italiano (Comité national olympique italien)
- 1987-1989 : Ministre italien du Tourisme (membre du Parti socialiste italien)
- 1989-1993 : Maire de Rome
- 1982-2010 : Membre du Comité international olympique
- 2004-2009 : Membre de l'UEFA